# Autographa ubrevis
Autographa ubrevis är en fjärilsart som beskrevs av Achille Guenée 1852. Autographa ubrevis ingår i släktet Autographa och familjen nattflyn. Inga underarter finns listade i Catalogue of Life.